# Passayah
Passayah es una localidad de la prefectura de Faranah en la región de Faranah, Guinea, con una población censada en marzo de 2014 de 19 862 habitantes.
Se encuentra ubicada en el centro del país, cerca de la frontera con Sierra Leona y al norte de la capital nacional, Conakri.